# Trekkershut

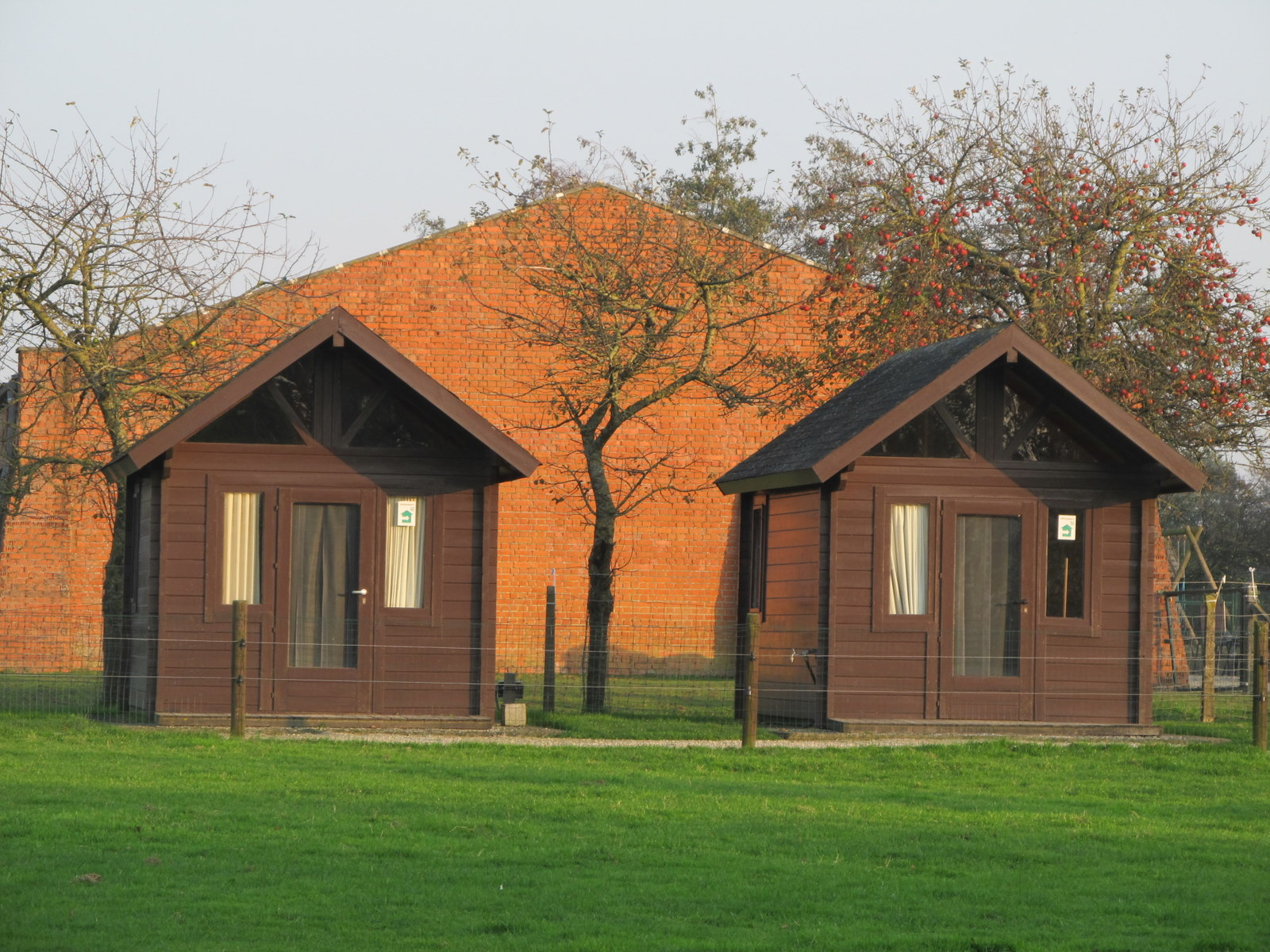
Trekkershut in Torhout

Een trekkershut is doorgaans een kleine houten verblijfplaats (een hut) op een camping of bungalowpark of in de vrije natuur (zoals in de Alpen, Noorwegen en de Himalaya).
De inrichting is in de meeste gevallen primitief en voor een beperkt aantal personen. Er is een keukenblok, een tafel met vier stoelen en twee stapelbedden. Veel wandelaars en fietsers die op doortocht zijn, maken gebruik van deze manier van kamperen zonder eigen tent.